# مارك غوردون
مارك غوردون (بالإنجليزية: Mark Gordon)‏ هو منتج تلفزيوني ومنتج أفلام أمريكي، ولد في 10 أكتوبر 1956 في نيوبورت نيوز في الولايات المتحدة.

## وصلات خارجية
- مارك غوردون على موقع IMDb (الإنجليزية)
- مارك غوردون على موقع ميتاكريتيك (الإنجليزية)
- مارك غوردون على موقع ألو سيني (الفرنسية)
- مارك غوردون على موقع أول موفي (الإنجليزية)
- مارك غوردون على موقع بوكس أوفيس موجو (الإنجليزية)
- مارك غوردون على موقع قاعدة بيانات الأفلام السويدية (السويدية)
- مارك غوردون على موقع قاعدة بيانات الفيلم (الإنجليزية)
- مارك غوردون على موقع كينوبويسك (الروسية)